# シャリーフ・オニール
シャリーフ・ラシャウン・オニール（Shareef Rashaun O'Neal, 2000年1月11日 - ）は、アメリカ合衆国カリフォルニア州ロサンゼルス出身のプロバスケットボール選手。NBAGリーグ・イグナイトに所属している。ポジションはパワーフォワード。父はかつてNBAで活躍し、殿堂入りを果たしたシャキール・オニール。

## 経歴

### 生い立ち
父がロサンゼルス・レイカーズに所属していた2000年にロサンゼルスで生まれる。異母兄と異母姉が1人ずつ、妹2人と弟が1人いる。幼少期はバスケには興味がなく、スケートボードを好んでいたが、中学時代にAAUのバスケの試合で低調なパフォーマンスに終わった後、観客から父と比較してバカにされ、「彼らが間違っていることを証明したい」という思いから本格的にバスケを始める。13歳の頃にはダンクができるようになっていた。

### ハイスクール

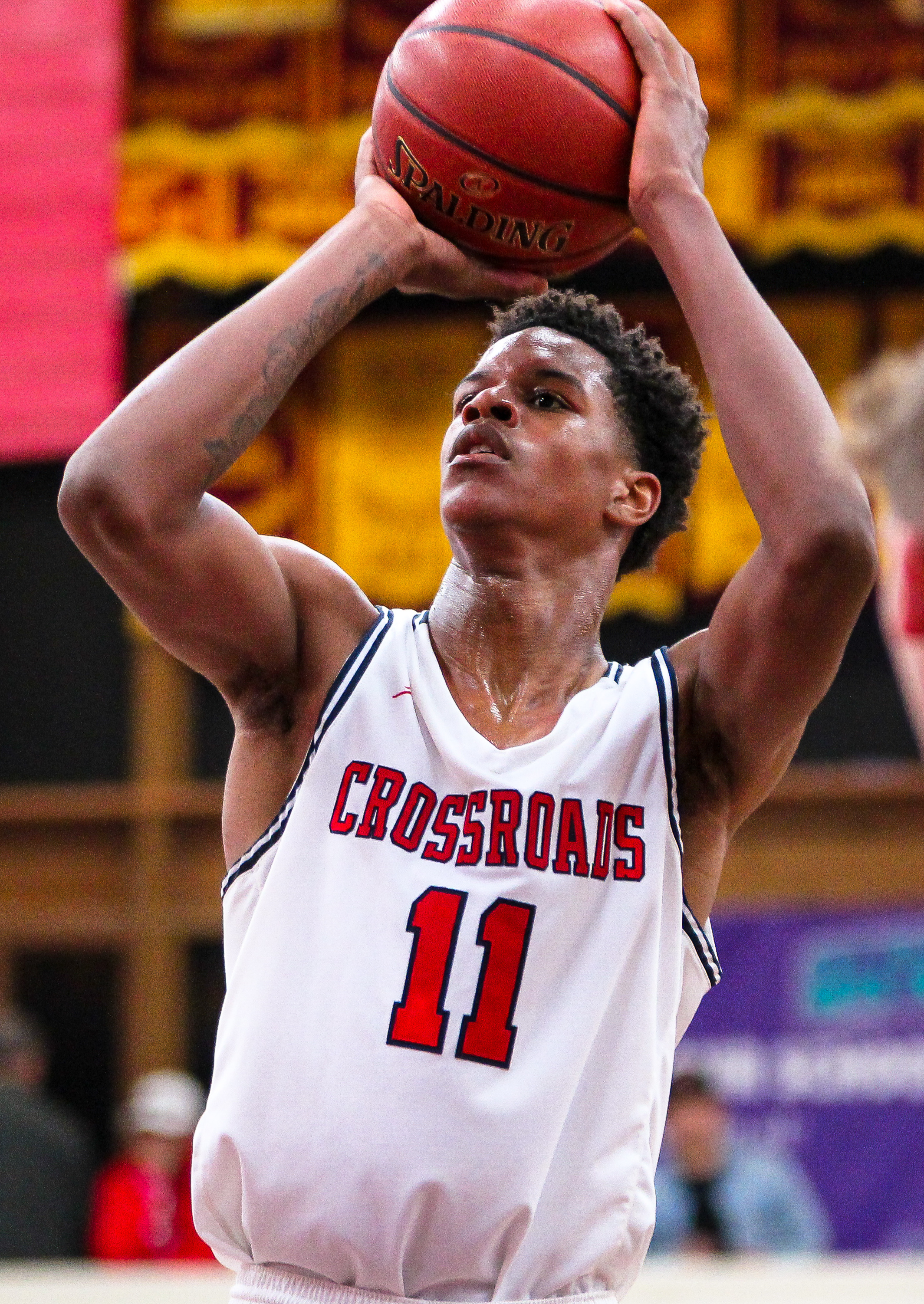
高校時代のオニール
(2017年)

地元のウィンドワード・スクールに進学した。ハイライト動画は人気を博し、ワシントン・ポストでも取り上げられたが、試合では十分な出場時間が与えられなかった。1年目のシーズンは平均3.7得点・2.9リバウンドの成績を記録した。シーズン終了後の2015年5月にUSCからオファーを受け、翌月にはベイラー大学、ルイジアナ州立大学（LSU）、カリフォルニア大学ロサンゼルス校（UCLA）、カンザス州立大学からオファーを受けた。
2年目のシーズンは大きく成績を伸ばし、ボールハンドリングやシューティング、ディフェンスに優れたスウィングマンとして注目を集めるようになった。
2016年6月29日にロサンゼルス・タイムズよって、クロスローズ・スクールへ転校することが報じられた。2017年2月17日のマター・デイ高等学校との試合ではマヌート・ボルの息子であるボル・ボルとマッチアップし、20得点を記録した。

### リクルート
2017年4月にアリゾナ大学へのコミットを発表した。しかし、2018年2月24日に、同大学のヘッドコーチのショーン・ミラーが進学前のディアンドレ・エイトンに対して不正に10万ドルを渡していたとされる会話がリークされると、これを撤回した。その後、同月27日にUCLAへのコミットを発表し、8月に正式に契約した。
| 氏名 | 出身                                                                                | 高校 / 大学                 | 身長                | 体重           | コミット日    |
| --- | ----------------------------------------------------------------------------------- | --------------------------- | ------------------- | -------------- | ------------- |
| シャリーフ・オニール PF | ロサンゼルス                                                                        | クロスローズ・スクール (CA) | 6 ft 10 in (2.08 m) | 210 lb (95 kg) | 2018年2月27日 |
| シャリーフ・オニール PF | リクルート スターレーティング: Scout: N/A Rivals: 247Sports: ESPN: ESPNグレード: 89 |                             |                     |                |               |
| 全リクルート順位: Rivals: 40 247Sports: 52 ESPN: 32 |                                                                                     |                             |                     |                |               |
| - 注意: 多くの場合、Scout、Rivals、247Sports、ESPNの間で身長、体重が一致しない可能性がある。 - これらの場合、平均をとっている。ESPNグレードは100ポイントスケールに基づいている。 出典: - “UCLA 2018 Basketball Commitments”. Rivals.com. 2022年5月22日閲覧。 - “2018 UCLA Bruins Recruiting Class”. ESPN.com. 2022年5月22日閲覧。 - “2018 Team Ranking”. Rivals.com. 2022年5月22日閲覧。 |                                                                                     |                             |                     |                |               |

### カレッジ

#### UCLA
1年目の2018-19シーズン開幕前の練習で健康面での問題が見つかり、NCAAのレッドシャツ制度を利用してシーズンを全休することになった。チームのメディカルスタッフにより心臓病と診断され、2018年12月に手術を受けた。シーズン終了後にプロアマ混合のドリューリーグや、UCLAのエキシビジョンゲームに参加してリハビリを行なった。
2019-20シーズンに大学進学後初出場を果たしたが、13試合で平均2.2得点と不振で、シーズン途中の2020年1月22日にチームから離脱した。

#### LSU
2020年2月14日にかつて父が在籍したLSUへ転校した。
2020-21シーズンは足の怪我に苦しみ、わずか10試合の出場で平均2.8得点に留まった。
2021-22シーズンも足の怪我により最初の12試合を欠場した。このシーズン終了後にチームから離脱し、NBAGリーグ主催のトレーニングキャンプに参加した。

## 個人成績

### カレッジ
| シーズン | チーム | GP           | GS           | MPG          | FG%          | 3P%          | FT%          | RPG          | APG          | SPG          | BPG          | PPG          |
| -------- | ------ | ------------ | ------------ | ------------ | ------------ | ------------ | ------------ | ------------ | ------------ | ------------ | ------------ | ------------ |
| 2018-19  | UCLA   | レッドシャツ | レッドシャツ | レッドシャツ | レッドシャツ | レッドシャツ | レッドシャツ | レッドシャツ | レッドシャツ | レッドシャツ | レッドシャツ | レッドシャツ |
| 2019-20  | UCLA   | 13           | 0            | 10.2         | .321         | .333         | .474         | 2.9          | .2           | .3           | .2           | 2.2          |
| 2020-21  | LSU    | 10           | 0            | 14.5         | .375         | .182         | .500         | 4.4          | .0           | .5           | .5           | 2.8          |
| 2021-22  | LSU    | 14           | 0            | 9.2          | .500         | .143         | .467         | 2.1          | .1           | .1           | .4           | 2.9          |
| 通算     | 通算   | 37           | 0            | 11.0         | .405         | .208         | .480         | 3.0          | .1           | .3           | .4           | 2.6          |